# روبرت إتش. كانازاوا
روبرت إتش. كانازاوا (بالإنجليزية: Robert H. Kanazawa)‏  (و. 1916 – 1985 م) هو عالم البحار من الولايات المتحدة الأمريكية .
توفي عن عمر يناهز 69 عاماً.